# Maria Caterina Negri
Maria Caterina Negri (28 de setembro de 1704 - posterior a 1744), foi uma contralto italiana que criou vários papéis em óperas do século XVIII, incluindo muitos de Georg Friedrich Händel. Ela retratou principalmente personagens masculinos em Travestis ou guerreiras como Bradamante. Negri nasceu em Bolonha e estreou-se lá aos 15 anos. Sua última apresentação conhecida foi em 1744. A data e o local da sua morte são desconhecidos. No seu auge, sua voz era conhecida por sua agilidade e amplo alcance vocal.

## Vida e carreira
Negri nasceu em Bolonha, filha de Teresa nascida Marnelli e Antonio Negri. Pouco se sabe sobre o seu início de vida ou formação, embora de acordo com François-Joseph Fétis, ela foi aluna do castrato Antonio Pasi em Bolonha. Ela tinha apenas 15 anos quando estreou no Teatro Formagliari Bolonha, durante a temporada de carnaval de 1719, em Il trionfo di Camilla de Giovanni Bononcini e La Partenope de Luca Antonio Predieri. Ela cantou em vários teatros na Itália até 1724, quando se ingressou à companhia de ópera de Antonio Denzio, que se apresentava no teatro de Franz Anton von Sporck, em Praga.
Negri voltou para a Itália em 1727, onde cantou com a empresa de Vivaldi no Teatro Sant'Angelo em Veneza por duas temporadas. De acordo com o biógrafo de Vivaldi, Egidio Pozzi, Negri era conhecida por seu temperamento ardente, dentro e fora do palco. No ano anterior, em Praga, a sua furiosa disputa com o empresário do Teatro de Sporck, Denzio terminou com a chegada da polícia a sua casa, ameaçando-a com a prisão por violação de contrato. Em Veneza Vivaldi a lançou-a como o rei tirano Arsace na Rosilena ed Oronta e a guerreira Bradamante, em Orlando furioso, um papel que ela iria reprisar em Alcina de Händel, seis anos mais tarde. Aparições em outras cidades italianas seguiram ao longo cinco anos seguintes, bem como uma aparição em Frankfurt, em 1732, quando ela cantou na estreia de Siface re di Numídia de Giuseppe Maria Nelvi.
No outono de 1733, até o verão de 1737, ela cantou com a companhia de ópera italiana de Händel em Londres. Primeiro, no King's Theatre e, em seguida, no Theatre Royal, Covent Garden onde, como seconda donna, ela apareceu em inúmeras óperas, oratórios e feste teatrali. Regressou então a Itália, onde seguiu com a apresentações, além de ter cantado em Lisboa, em janeiro de 1740. Sua última atuação conhecida foi em Bolonha, em agosto de 1744, em Gli sponsali di Enea de Lorenzo Gibelli. Desde então, todos os traços de sua existência foram perdidos e até mesmo a data da morte é desconhecida.
De acordo com o musicólogo Giovanni Andrea Sechi, um dos desenhos de Anton Maria Zanetti, de uma cantora em travesti e rotulado por ele como "La Negri" é com toda a probabilidade dela e não da soprano Antonia Negri Tomii (conhecida como "La Mestrina "), como se pensava anteriormente.

## Papéis criados
- Elvira na La fede ne' tradimenti de Giuseppe Maria Buini (1687-1739) (Teatro dell'Accademia dei Remoti, Faença, 26 de março de 1723)[4][b]
- Bradamante Orlando furioso de Vivaldi (Teatro Sant'Angelo, Veneza, novembro de 1727)[5]
- Arsace Rosilena ed Oronta de Vivaldi (Teatro Sant'Angelo, Veneza, janeiro de 1728)[6]
- Virate no Siface re di Numídia de Giuseppe Maria Nelvi (1698–1756) (Frankfurt, janeiro de 1732)[7]
- Carilda em Arianna em Creta de Händel (King's Theatre, em Londres, 26 de janeiro de 1734)
- Clori em Parnasso em festa de Händel (King's Theatre, em Londres, 13 de março de 1734)
- Filotete em Oreste de Händel (Teatro Royal, em Londres, 18 de dezembro de 1734)
- Polinesso em Ariodante de Händel (Teatro Royal, Londres, 8 de janeiro de 1735)
- Bradamante em Alcina de Händel (Teatro Royal, em Londres, 16 de abril de 1735)
- Irene, em Atalanta de Händel (Teatro Royal, em Londres, em 12 de maio de 1736)
- Tullio em Arminio de Händel (Teatro Royal, em Londres, em 12 de janeiro de 1737)
- Amanzio em Giustino de Händel (Teatro Royal, em Londres, 16 de fevereiro de 1737)
- Arsace em Berenice de Händel (Teatro Royal, em Londres, 18 de maio de 1737)